# Rétyi Nyír természetvédelmi terület
Koordináták: é. sz. 45° 49′ 19″, k. h. 25° 54′ 46″45.821944°N 25.912778°E

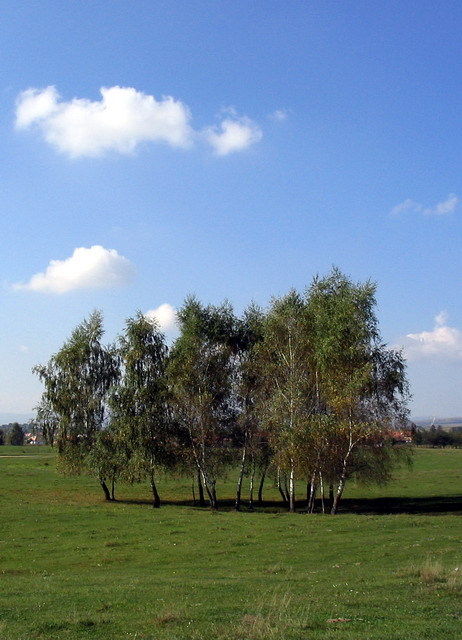
Rétyi Nyír

A Rétyi Nyír természetvédelmi terület (románul Rezervația naturală de la Reci) Romániában, Erdélyben, Kovászna megyében.

## Fekvése
A Sepsiszentgyörgy–Kovászna-útvonalon található. Réty falut elhagyva közvetlenül, jobb kéz felől látható a Rétyi Nyír természetvédelmi terület. A terület tengerszint feletti magassága 513 és 545 m között váltakozik. Magasabb homokhátak főleg az egerpataki részen alakultak ki. Az egységes felépítésű táj a peremeken sok faluval határos. Rétyen kívül Komolló, Szentivánlaborfalva, Sepsimagyarós, Szacsva és Egerpatak határa érinti a területet. A környék lakói megkülönböztetnek külön-külön Komollói-, Szentiváni-, Egerpataki Nyíret.  A 15 négyzetkilométernyi futóhomokos területet a gyakorlatban alig védik. A kimondottan védett terület csupán 2,5 km², mely tavirózsáiról és különleges flórájáról híres.
A Nyíren áthalad egy széles és magas homoktöltés az úgynevezett Homárka. A környékbeliek „Hun árka” néven is emlegetik. Eredetéről végleges következtetés nem született.

## Keletkezése
A Nyír homokját a Feketeügy folyó hordta és rakta ide, melynek vízgyűjtő területe a Berecki-, Kovásznai-, Kászoni- és Bodoki hegyek kárpáti-homokkő (flis) övezete. A legújabb kutatási eredmények szerint a Nyíret alkotó homokot a negyedidőszak első harmadában, egy glaciális idején szállította ide az akkor jóval munkaképesebb Feketeügy. A folyó zavartalan útját az Olt folyásával a Barcasági-medencére zúdult Szépmező-törmelékkúp akadályozta, így a folyó a rétyi szűkületben lelassult és lerakta a magával hozott homoktömeget. Miután szabad folyása, nagyjából a mai medre közelében újra kialakult, terhétől megválva folyt tovább.
A felhalmozódott homok azonban nem maradt nyugalomban. A negyedkor utolsó időszakában a rétyi szűkületben a felerősödött és munkaképes szelek mozgatni, szállítani kezdték a kiszáradt homokot szélbarázdákat és buckákat létrehozva.
A negyedkor végén az éghajlat fokozatosan felmelegedett és csapadékosabbá vált, a homokfelületeken megjelent a növényzet, a szélbarázdákban pedig a talajvízszint emelkedésével tavak keletkeztek. A homokterület egészén megjelent a negyedkort követő időszak preboreális jellegzetes fafaja a közönséges nyír (Betula pendula). A homokbuckák között még ma is, de különösen amikor a talajvízszint a felszínhez közel van, közel 100 kisméretű tó vize csillog.

## Látnivalók
A környéken huzamosabb ideig tartózkodók – a nyíri kalandozásokon túl – felkereshetik a környék nevezetességeit. Észak felé a Bodoki-hegység 700-800 m magas tetői sorakoznak, délen a Bodzai-havasok északi peremhegyei emelkednek ezer métert meghaladó magasságba, kitűnő hegyi-túra lehetőséget kínálva a turisták számára. A környező falvakban művészeti emlékek sora vár felfedezésre.
Az egerpataki templomban található a környék legszebb kazettás famennyezete 1791-ből. A négyosztatú, olaszkoszorúval keretezett kazettákat gazdag inda- és levéldíszítménnyel kitöltött, népi jellegű, reneszánsz virágornamentika borítja. A Szacsva patak déli völgyszakaszán találjuk az ovális alaprajzú Szacsvai vár romjait, Egerpatak keleti szomszédságában pedig a Bibarc-tetőn  emelkedett a Jókai Mór Bálványosvár című regényében leírt Fergettyűvár. Kisborosnyóban felkereshetjük a tetőszerkezetével mesebeli hangulatot árasztó Tompa-kúriát, melyet 1806-ban építettek, Feldobolyban pedig népies virágmotívumokkal ékes műemléktemplom érdemes a látogatásra. 
Uzonban a Béldi-Mikes kastély reneszánsz emlékei érdemelnek figyelmet, Bikfalván 15. századi gótikus részleteket őrző vártemplom, valamint mellette népies barokk lakóházak sorozata található. Réty műemléktemplomának félkörívesen végződő boltozott szentélyét 13. századinak tartja a szakirodalom, az előtte lévő térségről pedig  a Csukásig és a Királykőig terjed a látóhatár. Rétyen még a 18.-19. században épült népi reneszánsz-barokk kis udvarházak sorozata is említést érdemel.
Az Eresztevény melletti magaslaton, a műút mellett található az ágyúöntő Gábor Áron síremléke, innen északnyugatra pedig az Óriáspince-tető található, mely nevét  feltehetően a már évtizedekkel ezelőtt feltárt bronzkori kőkamrás síroktól nyerte. 
Dálnokban Dózsa György állítólagos, mára már eltűnt szülőházának közelében szerény emlékmű őrzi alakjának emlékét.
A műút nyíres felőli oldalán egy tulipános obeliszk található, melyet a volt brassói 24-es gyalogezred emlékére Pál Ferenc építtetett 1941-ben.

## Élővilága

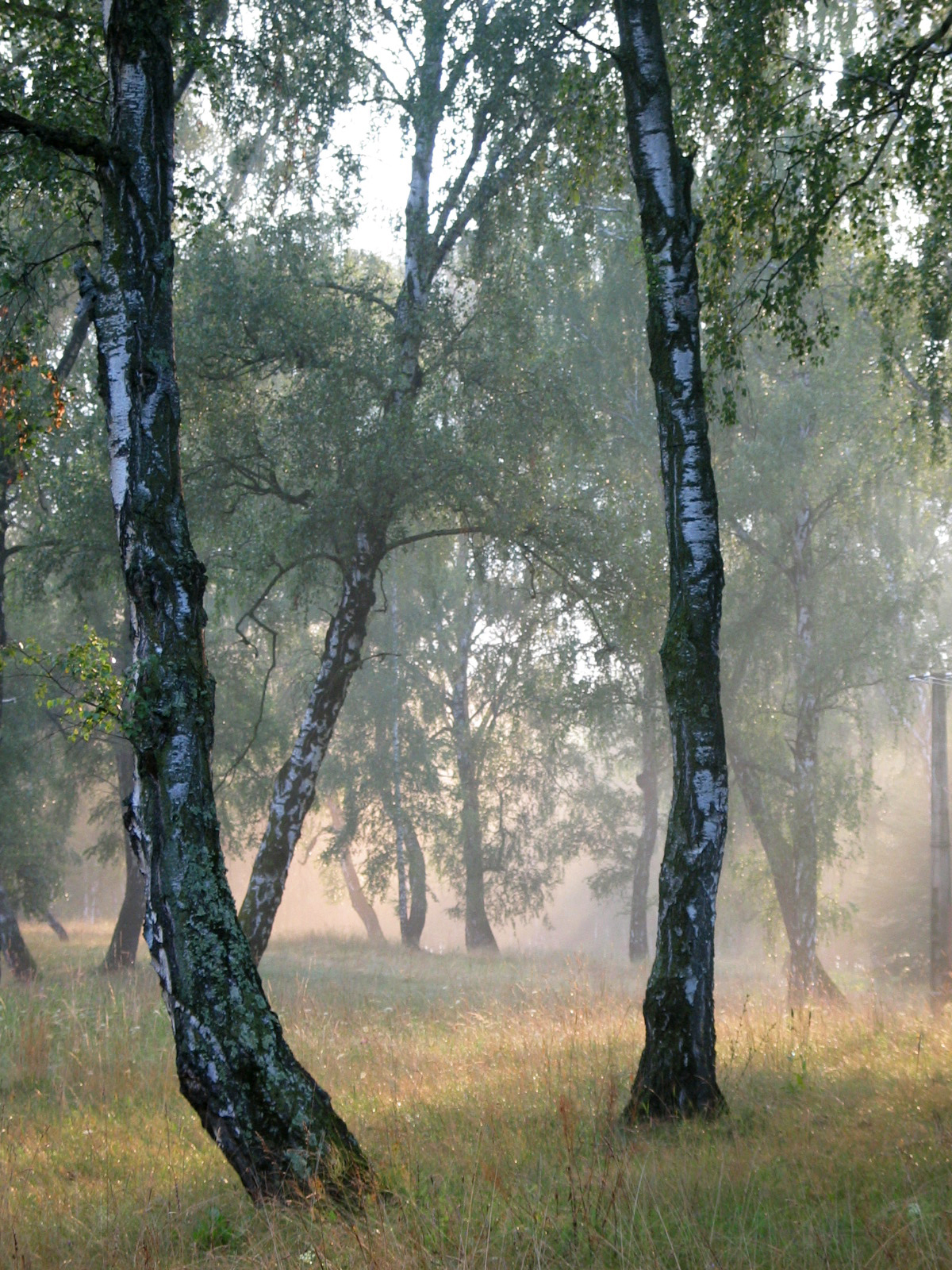
A párában úszó Rétyi Nyír

A tájnak nevet adó közönséges nyír (Betula pendula) boreális reliktum, akárcsak a hely növényritkaságai: a vidrafű (Menyanthes trifoliata) és a tőzegeper (Potentilla palustre) és gombák.
A buckák között kéklő tavak víztükreit békalencse, a békatutaj, békaszőlő és a tócsagaz szövedéke fedi. Ritka növényfaj is él itt: a rovarevő aldrovanda (Aldrovanda vesiculosa) és a tenyérnyi fehér virágait egész nyáron nyitogató fehér tündérrózsa (Nymphaea alba). A tőzegesek mohagyepében él a szintén ritka kereklevelű harmatfű (Drosera rotundifolia), a tőzegeper (tőzegpimpó) és a lizinka társaságában.
Itt találnak otthonra a böjti récék, tavaszi madárvonulás idején pedig a bíbicek, csérek, szerkők ütnek tanyát. Szívesen időzik itt a vöcsök és a szárcsa. Népesebb az éneklőmadarak hada, a nádasok apró madárvilága. 1970-ben fácánokat telepítettek a Nyírbe. A természetvédelmi terület állandó lakója az őz, a szarvas. Gyakori a vörös róka, a borz, a mókus, a vadmacska, mezei nyúl és a vaddisznó. A tavak-lápok kedveznek a kétéltű fajoknak: a tarajos és a pettyes gőtéknek. A sok-sok békafaj között reliktum fajnak is tekinthető a mocsári béka (Rana arvalis arvalis Nilss). 

## Nagy Elek: Háromszék megye Emlékkönyve (1890)
„Az a sajátos, vöröses fényű homok, mely ennek a lapálynak talaja, az a csudálatos szépségű flóra, kivált pedig a több százra menő tócsoport, és azok természete, mind arra utal, hogy itt valaha egy óriási vízmedence volt, tehát az egész terület egyetlen tó lehetett. Lassanként kiszáradt a nagy tó, s a helyén ott maradt a homok. Idők folytával új talaj képződött, ami most dúsan termi a nyír és égerfákat, amelyek ma már mérföldnyi területet lepnek el. Azoknak az árnyékában gazdagon nő a fű, és buján tenyészik a virág. A csudálatos természeti ritkaságnak lépten-nyomon újabb meg újabb szépsége bűvöl el. S a természeti erő, szeszélyeiben is esztétikai formák szerint dolgozik itt. Több százra rúg a tócsoportok száma. Ezek az óriási vízmedencének mélyebben fekvő helyein maradtak vissza. Negyven-ötven lépésnyire egymástól ott terülnek ezek a szép, szabályos formájú tószemek karcsú nyírektől, és sötét lombozatú égerfáktól övezve… Hanem a legszebb ékessége a tó tavainak, amit egész Erdélyben talán itt lehet találni a fehér tavirózsa, a Nymphea alba. Több méter hosszú, ujjnyi vastag szárán felnyúlik a tó fenekéről a víz színére. Ott elterülnek a tányérnagyságú, szív alakú sötétzöld levelek, s azok közül vidáman mosolyog ki a Nymphea vakító fehér szirmaival. A Nympheák százával lepik el a tószemeket, július és augusztus hónapokban. Mintha viaszból volnának a virágszirmok, kövér, húsos mindenik, s azok az alabástrom fehér szirmok néha gyöngén szegélyezve vannak rózsaszínnel. Némelyik ökölnyi nagyságban, mások kisebb tojás idomaikkal ott ragyognak a tó csendes, tiszta tükrén.”

## Külső hivatkozások
- Háromszéknek Szaharája – a Rétyi Nyír
- Képek a Rétyi Nyírről
- Műholdfelvétel a Rétyi-tó és környékéről a Google Maps-en
- Fényképfelvételek a www.terjhazavandor.ro oldalán